# La Vaupalière
La Vaupalière település Franciaországban, Seine-Maritime megyében. Lakosainak száma 1214 fő (2022. január 1.). La Vaupalière Canteleu, Hénouville, Maromme, Montigny, Roumare és Saint-Jean-du-Cardonnay községekkel határos.

## Népesség
A település népességének változása:
| Lakosok száma | 948  | 937  | 1019 | 1057 | 1113 | 1124 | 1171 | 1192 | 1214 |
|               | 2013 | 2015 | 2016 | 2017 | 2018 | 2019 | 2020 | 2021 | 2022 |